# Huỳnh Tấn Phát
Huỳnh Tấn Phát (* 1913 bei Mỹ Tho; † 30. September 1989 in Thành phố Hồ Chí Minh (Hồ-Chí-Minh-Stadt)) war ein südvietnamesischer Politiker und der einzige südvietnamesische Präsident zwischen kommunistischer Machtübernahme und Wiedervereinigung.
Seit den 1930er Jahren im Freiheitskampf engagiert, trat er im Jahr 1959 der Kommunistischen Partei Vietnams bei und er war von 1964 bis 1966 Generalsekretär des Zentralkomitees der Nationalen Befreiungsfront und nach seinem Angaben 1969 Präsident von deren Provisorischen Revolutionsregierung. Mit der Kapitulation des letzten nicht-kommunistischen südvietnamesischen Präsidenten Dương Văn Minh am 30. April 1975 wurde Huỳnh Tấn Phát bis zur Wiedervereinigung am 2. Juli 1976 Präsident der vom kommunistischen Nordvietnam kontrollierten Republik Südvietnam. Von 1976 bis 1982 war er stellvertretender Ministerpräsident des vereinigten Vietnam und wurde anschließend Vizepräsident des Staatsrates.
| Personendaten    | Personendaten                             |
| ---------------- | ----------------------------------------- |
| NAME             | Huỳnh Tấn Phát                            |
| KURZBESCHREIBUNG | südvietnamesischer Politiker              |
| GEBURTSDATUM     | 1913                                      |
| GEBURTSORT       | bei Mỹ Tho                                |
| STERBEDATUM      | 30. September 1989                        |
| STERBEORT        | Thành phố Hồ Chí Minh (Hồ-Chí-Minh-Stadt) |